# Appias
Appias là một chi bướm được tìm thấy ở châu Phi và miền nam châu Á.

## Các loài
Các loài được xếp theo thứ tự bảng chữ cái:
- Appias ada (Stoll, [1781])
- Appias albina (Boisduval, 1836)
- Appias caeca Corbet, 1941
- Appias cardena (Hewitson, [1861])
- Appias celestina (Boisduval, 1832)
- Appias drusilla (Cramer, [1777])
- Appias epaphia (Cramer, [1779])
- ?Appias hero (Fabricius, 1793)
- Appias hombroni (Lucas, 1852)
- Appias indra (Moore, 1857)
- Appias ithome (C. & R. Felder, 1859)
- Appias lalage (Doubleday, 1842)
- Appias lalassis Grose-Smith, 1887
- Appias lasti (Grose-Smith, 1889)
- Appias leis (Geyer, [1832])
- Appias libythea (Fabricius, 1775)
- Appias lyncida (Cramer, [1777])
- Appias mata Kheil, 1884
- Appias melania (Fabricius, 1775)
- Appias nephele Hewitson, [1861]
- Appias nero (Fabricius, 1793)
- Appias nupta (Fruhstorfer, 1897)
- Appias olferna Swinhoe, 1890
- Appias panda
- Appias pandione (Geyer, [1832])
- Appias paulina (Cramer, [1777])
- Appias perlucens (Butler, 1898)
- Appias phaola (Doubleday, 1847)
- Appias phoebe (C. & R. Felder, 1861)
- Appias placidia (Stoll, [1790])
- Appias punctifera d'Almeida, 1939
- Appias remedios Schröder & Treadaway, 1990
- Appias sabina (C. & R. Felder, [1865])
- Appias sylvia (Fabricius, 1775)
- Appias waltraudae Schröder, 1977
- Appias wardii (Moore, 1884)

## Hình ảnh

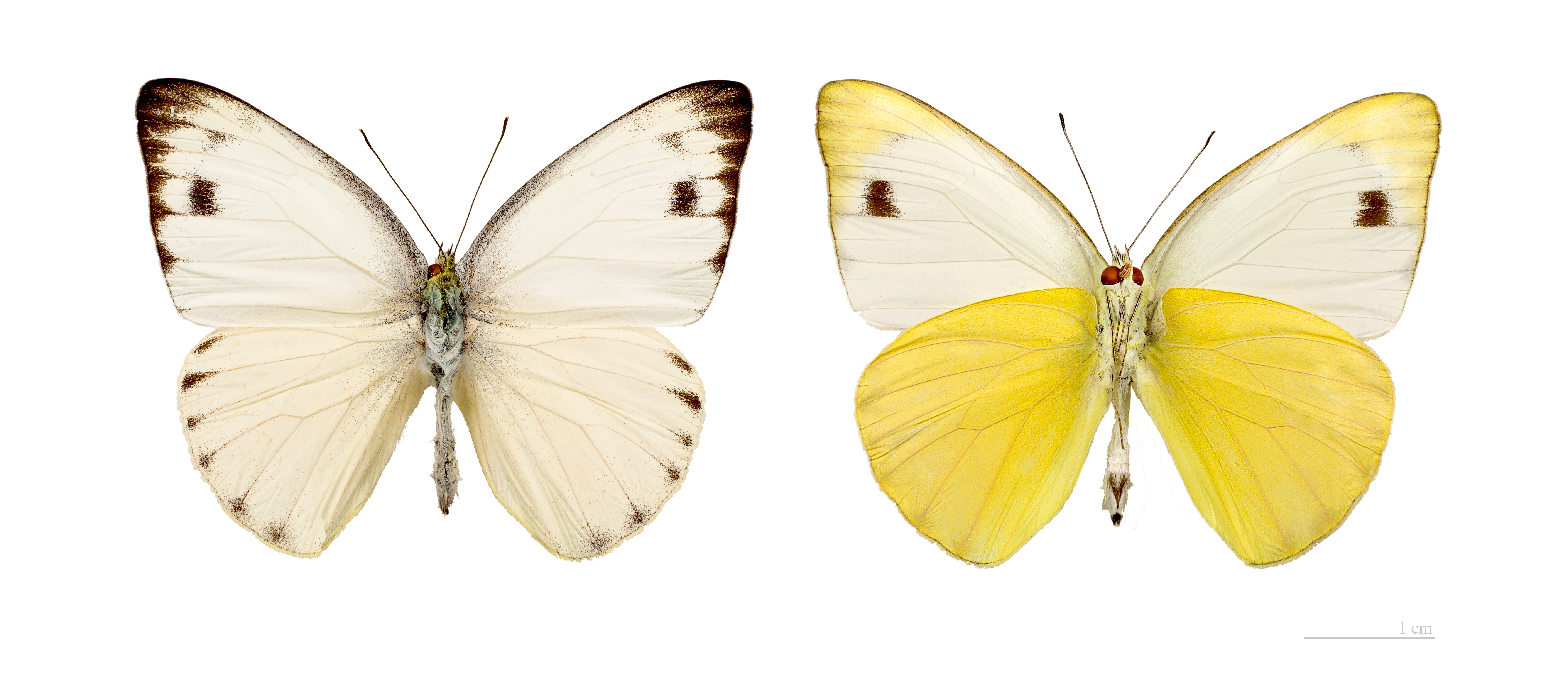
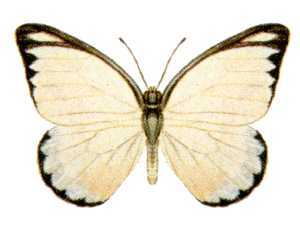
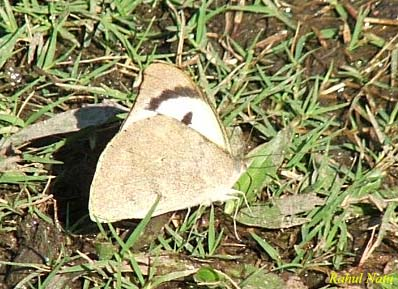
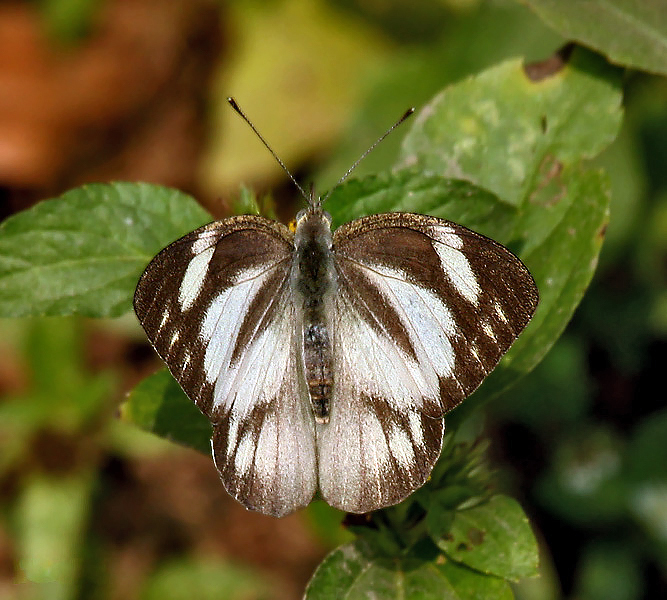
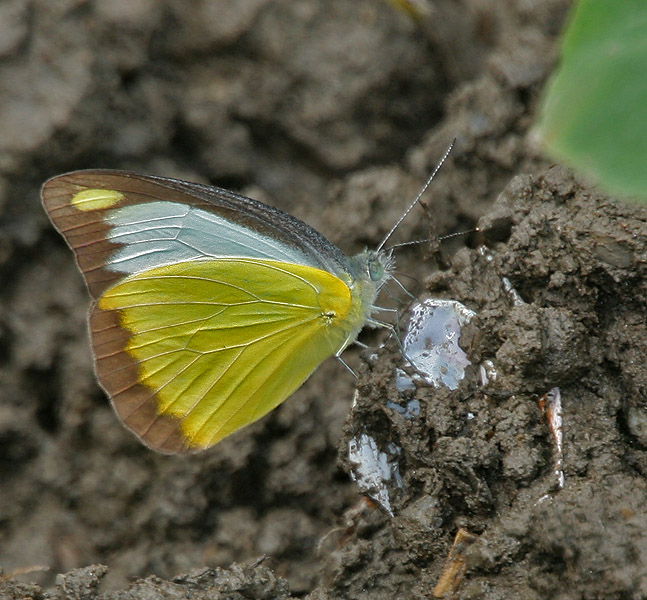
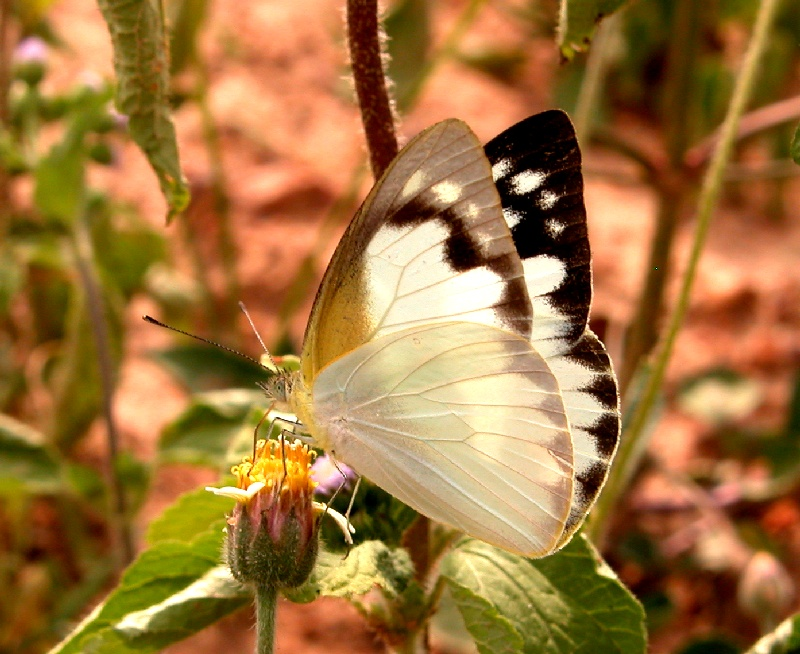